# Nattokinase
Nattokinase là một enzym (EC 3.4.21.62) được chiết xuất từ một món ăn Nhật Bản gọi là nattō. Nattō được làm từ đậu nành lên men và được tiêu thụ tại Nhật Bản cách đây khoảng 1000 năm. Nattō được sản xuất từ việc lên men bằng cách thêm vi khuẩn Bacillus natto vào đậu nành đã nấu chín, sau đó ủ ở 42 °C khoảng ba đến năm giờ.. Protein này gồm có 362 amino acid.
Nattokinase là sản phẩm từ vi khuẩn tác dụng với đậu nành. Trong khi các thực phẩm từ đậu nành khác cũng có chứa các loại enzym, nhưng chỉ có món ăn được làm như nattō mới chứa loại enzym nattokinase đặc biệt này.
Nhà nghiên cứu người Nhật Bản Hiroyuki Sumi đã mô tả protein này đầu tiên vào năm 1987. Mặc dù tên gọi là thế nhưng nattokinase không phải là một enzym kinase, mà là một serine protease thuộc nhóm subtilisin, chiết xuất từ trực khuẩn Bacillus subtilis. Nó thể hiện một hoạt tính tiêu fibrin (làm tan cục máu đông) mạnh. Nattokinase hiện nay có thể được sản xuất bằng các phương pháp gen tái tổ hợp và nuôi cấy từng đợt, thay vì dựa vào việc chiết xuất từ Nattō.

## Dùng trong y tế
Kể từ khi nattokinase theo truyền thống cho thấy một tác dụng tích cực lên cơ thể chẳng hạn như làm giảm huyết áp và bảo vệ chống lại các bệnh về mạch máu, enzym này đã được bán trên thị trường như thực phẩm chức năng. Tuy nhiên, việc sử dụng cùng với các thuốc tương đồng khác không phải lúc nào cũng vô hại, đã có báo cáo về trường hợp xuất huyết não khi dùng nattokinase chung với các thuốc chống đông máu khác, tỉ như aspirin hoặc marcoumar.